# Känserödtjärnet
Känserödtjärnet är en sjö i Strömstads kommun i Bohuslän och ingår i Strömsåns huvudavrinningsområde. Sjöns area är 0,005 kvadratkilometer och den är belägen 50 meter över havet.